# Фабиен Моро
Фабиен Моро (на английски: Fabienne Moreau) е френска историчка и писателка на произведения в жанра исторически роман и научнопопулярна литература за деца.

## Биография и творчество
Фабиен Моро е родена на 3 май 1967 г. във Франция. Следва френска филология и история. 
През юли 2010 г. работи по откриването на 47 стари бутилки шампанско „Вьов Клико“ от останките на потънал кораб, намерени край Оландските острови в Балтийско море. Това я вдъхновява да проучи историята и архивите на Мадам Клико от средата на 19 век.
Романът ѝ „Кралицата на шампанското“ е издаден през 2013 г. Младата Никол Барб се омъжва за производителя и търговец на вино Франсоа Клико и е запленена от гледката на стелещите се лозя. След внезапната смърт на съпруга си поема компанията и я прави водеща в производството на шампанско като предпочитана напитка на висшето общество. Тя прави първото винтидж шампанско, рационализира традиционната технология за производство чрез въвеждане на процеса за избистрянето му, и прави първото шампанско розе чрез смесване на червени и бели вина. След издаването на романа става отговорна за наследството на „Veuve Clicquot“, „Krug“ и „Ruinart“, три винарски къщи за шампанско от френската международна кампания LVMH. 

## Произведения

### Самостоятелни романи
- Dans les secrets de madame Clicquot (2013)[2]
Кралицата на шампанското, изд.: ИК „ЕРА“, София (2020), прев. Радка Митова

### Детска литература
- Le quinze de la rose (2004)[2]

#### Серия научнопопулярна литература
- Dis-moi pourquoi ? Le corps (2009)
- Dis-moi pourquoi ? Les transports (2010)
- Les plantes (2010)
- L'eau (2010)